# Jurij Kowtun
Jurij Michajłowicz Kowtun (ros. Юрий Михайлович Ковтун, ur. 5 stycznia 1970 w Azowie) – piłkarz rosyjski grający na pozycji środkowego obrońcy.

## Kariera klubowa
Kowtun urodził się w mieście Azow. Karierę rozpoczął w zespole Łucz Azow i w 1988 roku zadebiutował w nim w trzeciej lidze ZSRR. W 1989 roku przeniósł się do niedalekiego Rostowa, do klubu SKA Rostów nad Donem, z którym spadł z drugiej ligi do trzeciej. W 1991 roku odszedł z zespołu i zasilił kadrę rywala zza miedzy, Rostsielmaszu Rostów. Przez rok grał w drugiej lidze radzieckiej, a w 1992 roku po podziale ZSRR zaczął z nim występować w rozgrywkach nowo utworzonej Rosyjskiej Premier Ligi. W Rostowie grał do końca roku.
W 1993 roku Kowtun trafił do stolicy Rosji, Moskwy. Został zawodnikiem tamtejszego Dynama. W 1994 roku został z tym klubem wicemistrzem Rosji. Z kolei w 1995 roku sięgnął po swój pierwszy w karierze Puchar Rosji, dzięki wygraniu finału po serii rzutów karnych z Rotorem Wołgograd. W finale krajowego pucharu Kowtun grał jeszcze jeden raz, ale Dynamo przegrywało w nim w 1997 roku z Lokomotiwem Moskwa. W Dynamie grał do końca 1998 roku. Rozegrał 155 spotkań, w których strzelił 5 bramek.
W 1999 roku Jurij przeszedł do lokalnego rywala Dynama, Spartaka Moskwa. Już w tym samym sezonie po raz pierwszy został mistrzem Rosji, a jesienią zadebiutował w rozgrywkach Ligi Mistrzów. Występował także w Pucharze UEFA. W 2000 i 2001 roku jeszcze dwukrotnie z rzędu wywalczył tytuł mistrzowski w Rosji. W 2002 roku zajął ze Spartakiem trzecie miejsce w Premier Lidze, a w 2003 zdobył swój drugi krajowy puchar. W 2004 roku występował w mniejszej liczbie meczów, a w 2005 stracił miejsce w składzie i cały sezon spędził grając w rezerwach Spartaka. Pod koniec roku odszedł z klubu, dla którego zagrał 199 razy i zdobył 7 goli.
W 2006 roku Kowtun został zawodnikiem Ałaniji Władykaukaz, grającej w Pierwszej Dywizji. W 2007 roku stracił miejsce w składzie tego klubu.
| Sezon | Klub                 | Kraj  | Rozgrywki        | Mecze | Bramki |
| ----- | -------------------- | ----- | ---------------- | ----- | ------ |
| 1988  | Łucz Azow            | ZSRR  | 3. liga          | 16    | 1      |
| 1989  | SKA Rostów nad Donem | ZSRR  | 2. liga          | 23    | 0      |
| 1990  | SKA Rostów nad Donem | ZSRR  | 3. liga          | 38    | 0      |
| 1991  | Rostsielmasz Rostów  | ZSRR  | 2. liga          | 38    | 0      |
| 1992  | Rostsielmasz Rostów  | Rosja | Premier Liga     | 23    | 0      |
| 1993  | Dinamo Moskwa        | Rosja | Premier Liga     | 27    | 1      |
| 1994  | Dinamo Moskwa        | Rosja | Premier Liga     | 22    | 2      |
| 1995  | Dinamo Moskwa        | Rosja | Premier Liga     | 25    | 0      |
| 1996  | Dinamo Moskwa        | Rosja | Premier Liga     | 26    | 1      |
| 1997  | Dinamo Moskwa        | Rosja | Premier Liga     | 28    | 0      |
| 1998  | Dinamo Moskwa        | Rosja | Premier Liga     | 28    | 1      |
| 1999  | Spartak Moskwa       | Rosja | Premier Liga     | 26    | 2      |
| 2000  | Spartak Moskwa       | Rosja | Premier Liga     | 17    | 1      |
| 2001  | Spartak Moskwa       | Rosja | Premier Liga     | 26    | 1      |
| 2002  | Spartak Moskwa       | Rosja | Premier Liga     | 16    | 1      |
| 2003  | Spartak Moskwa       | Rosja | Premier Liga     | 22    | 2      |
| 2004  | Spartak Moskwa       | Rosja | Premier Liga     | 14    | 0      |
| 2005  | Spartak Moskwa       | Rosja | Premier Liga     | 0     | 0      |
| 2006  | Ałanija Władykaukaz  | Rosja | Pierwsza Dywizja | 26    | 5      |
| 2007  | Ałanija Władykaukaz  | Rosja | Pierwsza Dywizja | 3     | 0      |

## Kariera reprezentacyjna
W reprezentacji Rosji Kowtun zadebiutował 23 marca 1994 roku w zremisowanym 0:0 towarzyskim spotkaniu z Irlandią. W 1996 roku Oleg Romancew powołał go do kadry na Euro 96. Jurij wystąpił tam we dwóch spotkaniach: przegranych 1:2 z Włochami i 0:3 z Niemcami. W tym drugim został ukarany czerwoną kartką za faul na Dieterze Eiltsie. Występował też m.in. w eliminacjach do Mistrzostw Świata 2002, w których zdobył gola w meczu z Jugosławią. W 2002 roku znalazł się w kadrze na ten turniej i tam był podstawowym zawodnikiem Rosji. Zaliczył wszystkie trzy spotkania grupowe: z Tunezją (2:0), z Japonią (0:1) oraz z Belgią (2:3). Karierę reprezentacyjną zakończył w 2003 roku. Ogółem w kadrze „Sbornej” rozegrał 49 meczów i zdobył 3 gole.